# Stadio Danilo Martelli
Das Stadio Danilo Martelli ist das städtische Fußballstadion der norditalienischen Stadt Mantua in der Region Lombardei. Das Spielfeld wird von einer Leichtathletikanlage umfasst, die durch einen Tribünenbau aber nicht nutzbar ist. Der Fußballclub Mantova 1911 SSD trägt hier seine Heimspiele aus.

## Geschichte
Das Stadio Danilo Martelli wurde 1961 eröffnet und bietet derzeit 14.884 Plätze. Es trägt den Namen des italienischen Fußballspielers Danilo Martelli, der zur Mannschaft des Grande Torino gehörte und am 4. Mai 1949 beim Flugunfall von Superga ums Leben kam. 1977 wurde ein Teil des Daches durch einen Tornado zerstört. Im Jahr 2005 stieg der AC Mantova in die Serie B auf und zur Erfüllung der Zweitliga-Auflagen wurde in einer Kurve hinter dem Tor eine hochaufragende Stahlrohrtribüne aufgestellt.
2005 begannen die Planungen zum Bau eines neuen Stadions außerhalb der Stadt, das auch für die Serie A geeignet wäre. Im Februar des Jahres wurde der Bau einer Arena mit 16.000 Plätzen für 21 Mio. Euro genehmigt. Der italienische Verband FIGC hatte aber inzwischen die Mindestgröße in der ersten Liga auf 20.000 Zuschauer erhöht. Es ist ungeklärt, was mit dem alten Stadion und der danebenliegenden ehemaligen Pferderennbahn passieren soll. Der Termin für den Baubeginn wurde immer wieder verschoben. Im Juli 2009 zog die Stadt ihre finanziellen Mittel zurück und zeigte kein Interesse mehr an einem Neubau. Damit ist ein neues Stadion in Mantua wohl zu den Akten gelegt.